# Pterygodium inversum
Pterygodium inversum là một loài thực vật có hoa trong họ Lan. Loài này được (Thunb.) Sw. miêu tả khoa học đầu tiên năm 1800.